# Neunkirchen (huyện Đức)
Neunkirchen là một huyện (Kreis) ở trung độ Saarland, Đức. Các huyện giáp ranh là: Sankt Wendel, Kusel, Saarpfalz, Saarbrücken, Saarlouis.

## Lịch sử
Năm 1814, huyện Ottweiler được thành lập. Hai năm sau, huyện được tổ chức lại theo lệnh của Hội nghị Viên. Năm 1974, các huyện được tổ chức lại. Huyện lỵ thay đổi và tên huyện cũng thay đổi thành Neunkirchen. Vài cơ quan hành chính vẫn còn ở Ottweiler.

## Địa lý
Toàn huyện nằm ở khu vực công nghiệp, tập trung ở Saarbrücken. Huyện nằm bên hai bờ sông Blies, chi lưu chính của sông Saar.

## Thị xã và đô thị
| Thị xã                      | Đô thị                                                                        |
| --------------------------- | ----------------------------------------------------------------------------- |
| 1. Neunkirchen 2. Ottweiler | 1. Eppelborn 2. Illingen 3. Merchweiler 4. Schiffweiler 5. Spiesen-Elversberg |